# John Rädecker
Johannes Anton (John) Rädecker, ook geschreven als Raedecker (Amsterdam, 5 september 1885 – aldaar, 12 januari 1956) was een Nederlandse beeldhouwer, schilder en tekenaar. Rädecker is vooral bekend om zijn bijdrage aan het Nationaal Monument op de Dam in Amsterdam, waar hij Adriaan Roland Holst bij vroeg als tekstdichter. Door zijn overlijden heeft hij niet alles kunnen afmaken. Dat hebben zijn zonen Han en Jan Willem Rädecker gedaan. Hij overleed op de dag dat het beeld "Maria en het Kind" werd geplaatst.

## Leven en werk
Jan, later John, Rädecker was een zoon van de uit Duitsland afkomstige beeldhouwer Wilhelm Rädecker (1851-1936) en Anna Gosseling (1851-1921). Hij volgde boetseerlessen bij zijn vader aan de avondtekenschool voor handwerklieden, de Eerste Ambachtschool van de Maatschappij voor den Werkenden en bezocht enige tijd de Teekenschool voor Kunstambachten. Hij vervolgde zijn opleiding aan de Academie van Beeldende Kunsten en Technische Wetenschappen in Rotterdam en daarnaast in de avonduren aan de Rijksakademie van Beeldende Kunsten in Amsterdam. Zijn doorbraak kwam al in 1910, toen hij een aantal luministische schilderijen maakte. Hij verhuisde voor enkele jaren naar Parijs (1911-1914). Hij trouwde in 1913 met Anni de Roos en hertrouwde na scheiding in 1918 met Jo (Anni) ten Herkel, zus van een van zijn vrienden. 
Na de Eerste Wereldoorlog werd zijn werk vernieuwend. Zijn beeldhouwwerken kregen mens- en dierfiguren in een stijl die nog onbekend was. Na Parijs ging hij in Bergen wonen waar hij deel uitmaakte van De Nieuwe Kring, een groep beeldende kunstenaars en letterkundigen met een sterk gemeenschapsideaal dat gekant was tegen de oprukkende techniek.
In 1926 werd kunstenaarsvereniging 'De Brug' opgericht, waarvan in het begin Rädecker, Charley Toorop, Dick Ket en Johan Polet lid waren. In de jaren 1920 en 30 werd Rädecker gezien als de belangrijkste Nederlandse beeldhouwer. Hij wordt gerekend tot de Amsterdamse School. Zijn stijl is verwant aan de Bergense School.
Rädecker werkte voor sommige beeldhouwwerken samen met zijn familieleden of met andere kunstenaars. Voor het Nationaal Monument werkte hij samen met zijn zoons en broer Anton, en geassisteerd door de beeldhouwer George van der Wagt. Samen met een van zijn zoons heeft hij ook het Nationaal Legermonument op de Grebbeberg vervaardigd (ook wel bekend als het "Leeuwenmonument").
In 2020 vernoemde de gemeente Amsterdam brug 1916 naar hem.

## Lijst van werken (selectie)
- Stedenmaagd (1926), bestaand uit drie houten figuren, in de vernieuwde Raadzaal van het voormalige Amsterdamse stadhuis
- De Hinde of Het Stenen Hert (1926), Nationaal Park De Hoge Veluwe, Ede
- Gedenkteken voor Anton Verhey (1926), Het Park in Rotterdam
- Paarden (1936), ingang Van Abbemuseum in Eindhoven
- Monument Jan Toorop (1937), Jacob Catslaan / Buitenrustweg in Den Haag
- Sculpturen aan gemeentehuis Medemblik, Dam 4 te Medemblik (gemeente)
- Monument voor de gevallenen (1948), Piepersweg/Noolseweg in Blaricum
- Vrouw (1950) in het Westbroekpark in Den Haag
- Nationaal Legermonument (1952), Grebbeberg te Rhenen
- Nationaal Monument op de Dam (1956), Dam in Amsterdam

Verder zijn werken van Rädecker te vinden in de openbare collecties van: 
- Museum de Fundatie in Zwolle
- Teylers Museum in Haarlem
- De Rijkscollectie
- Stedelijk Museum Amsterdam

## Fotogalerij

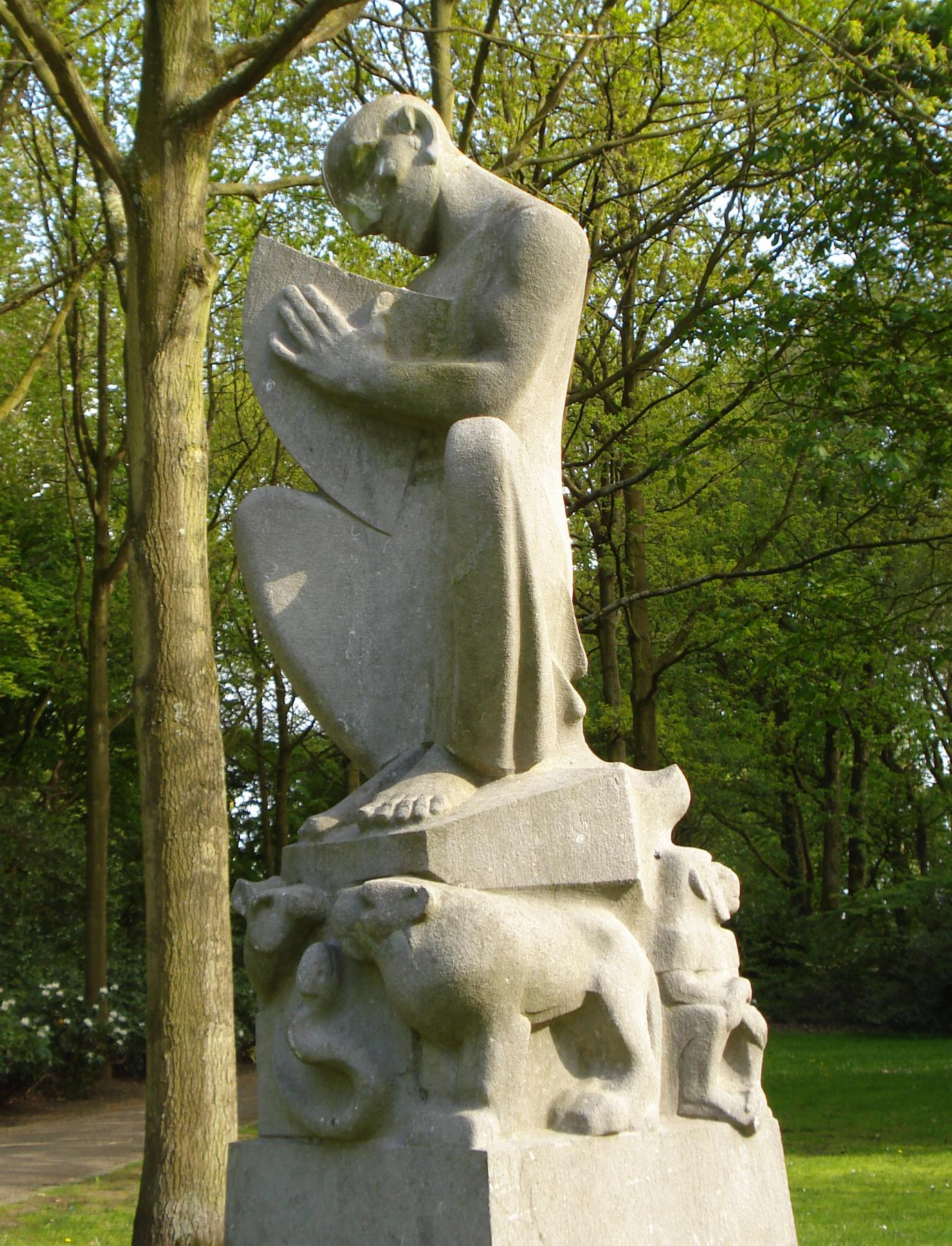
Orpheus (1927), ter herinnering aan Anton Verhey, Het Park, Rotterdam
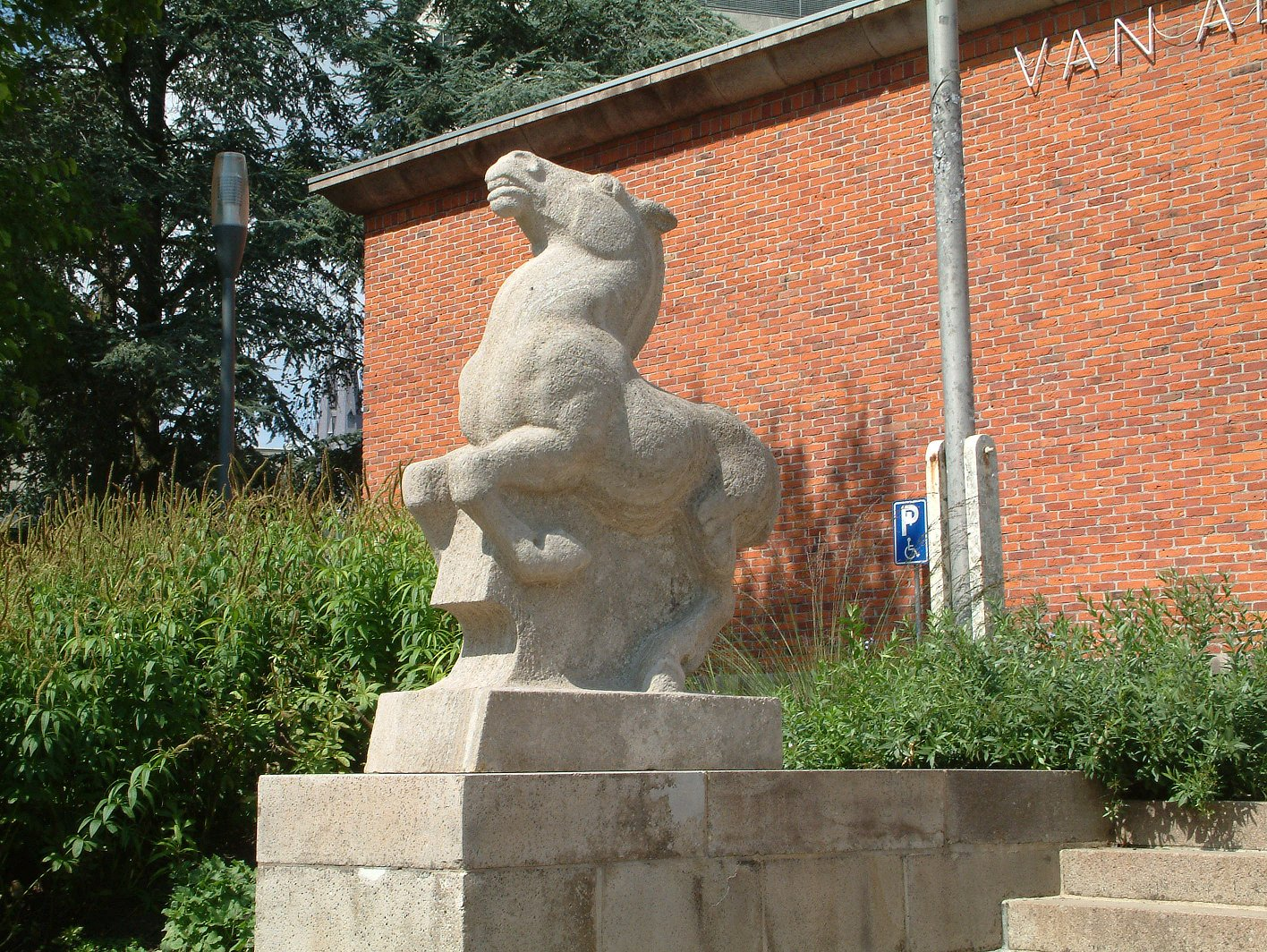
Paarden (1936), ingang Van Abbemuseum, Eindhoven
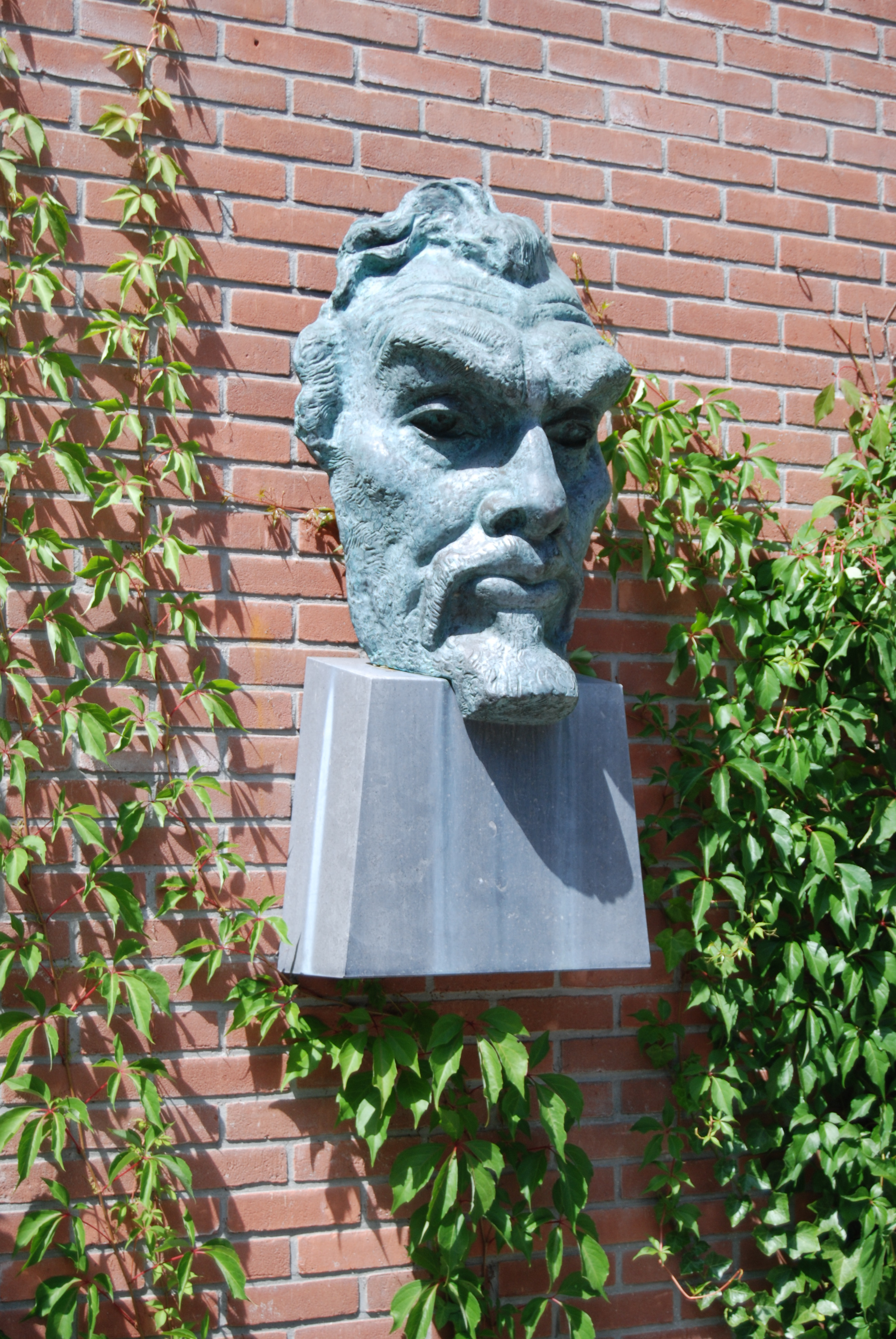
Bronzen kop Jan Toorop (1937), Museum Kranenburgh, Bergen (NH)
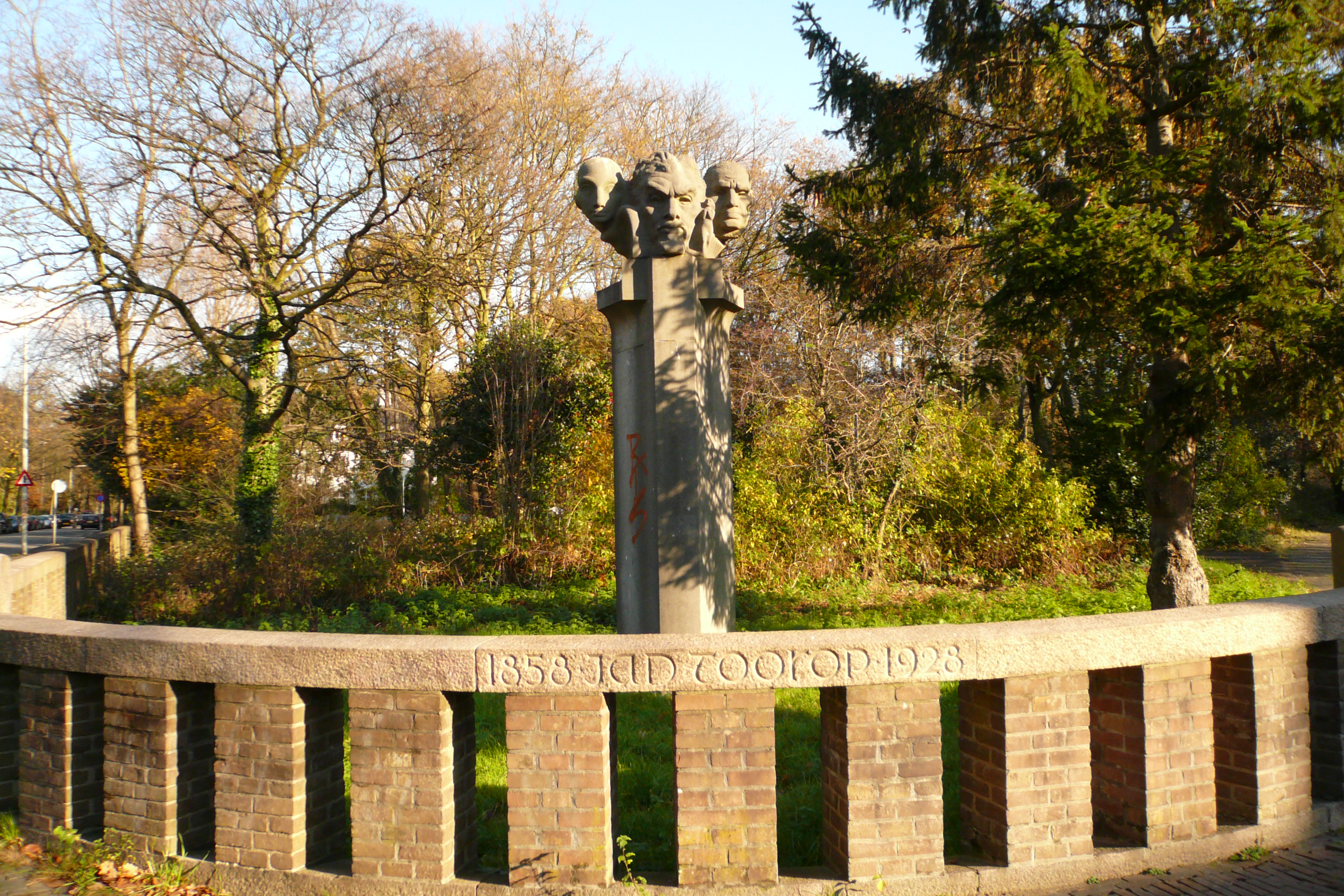
Monument Jan Toorop (1937), Jacob Catslaan/Buitenrustweg, Den Haag
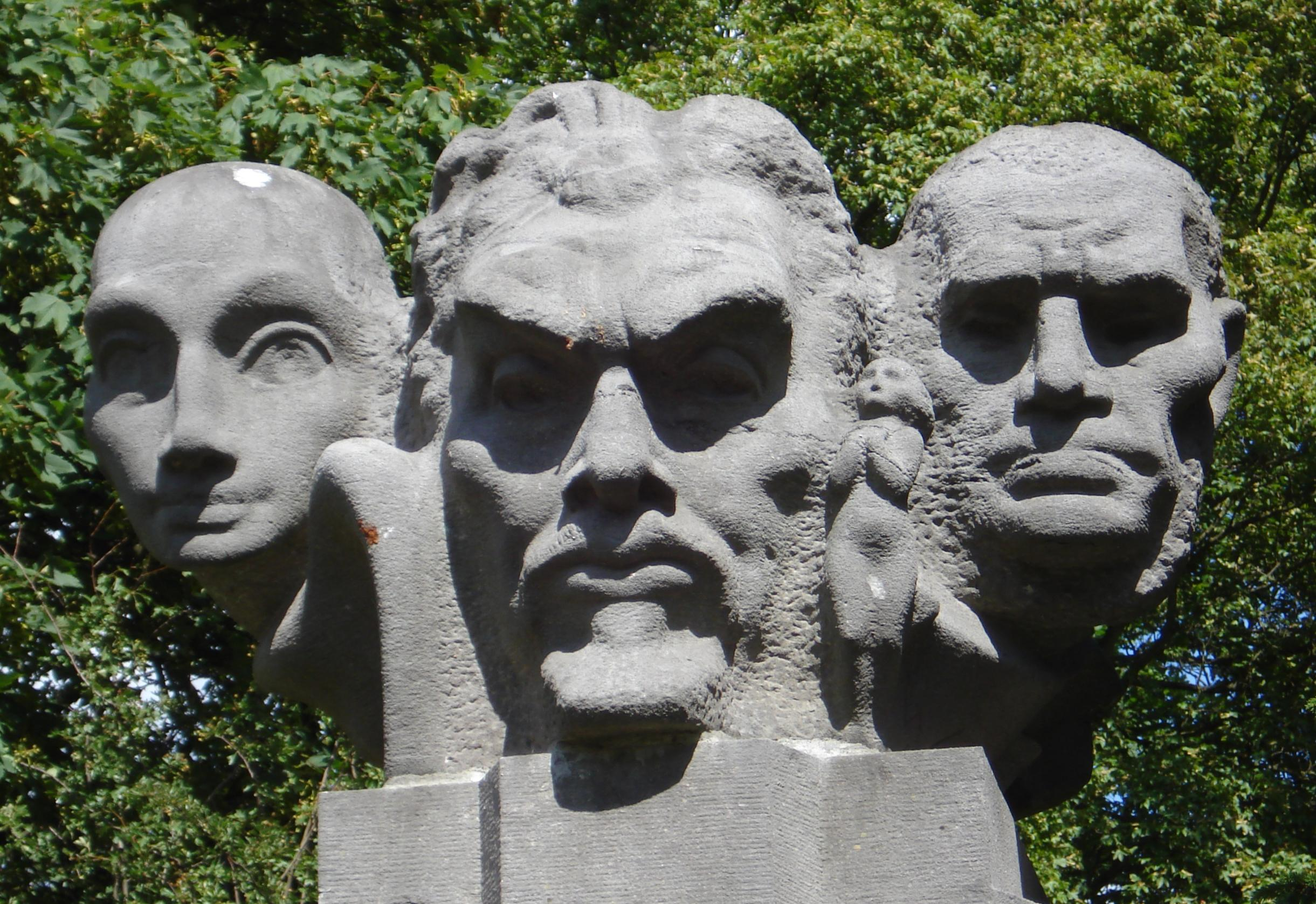
Monument Jan Toorop (1937), Den Haag
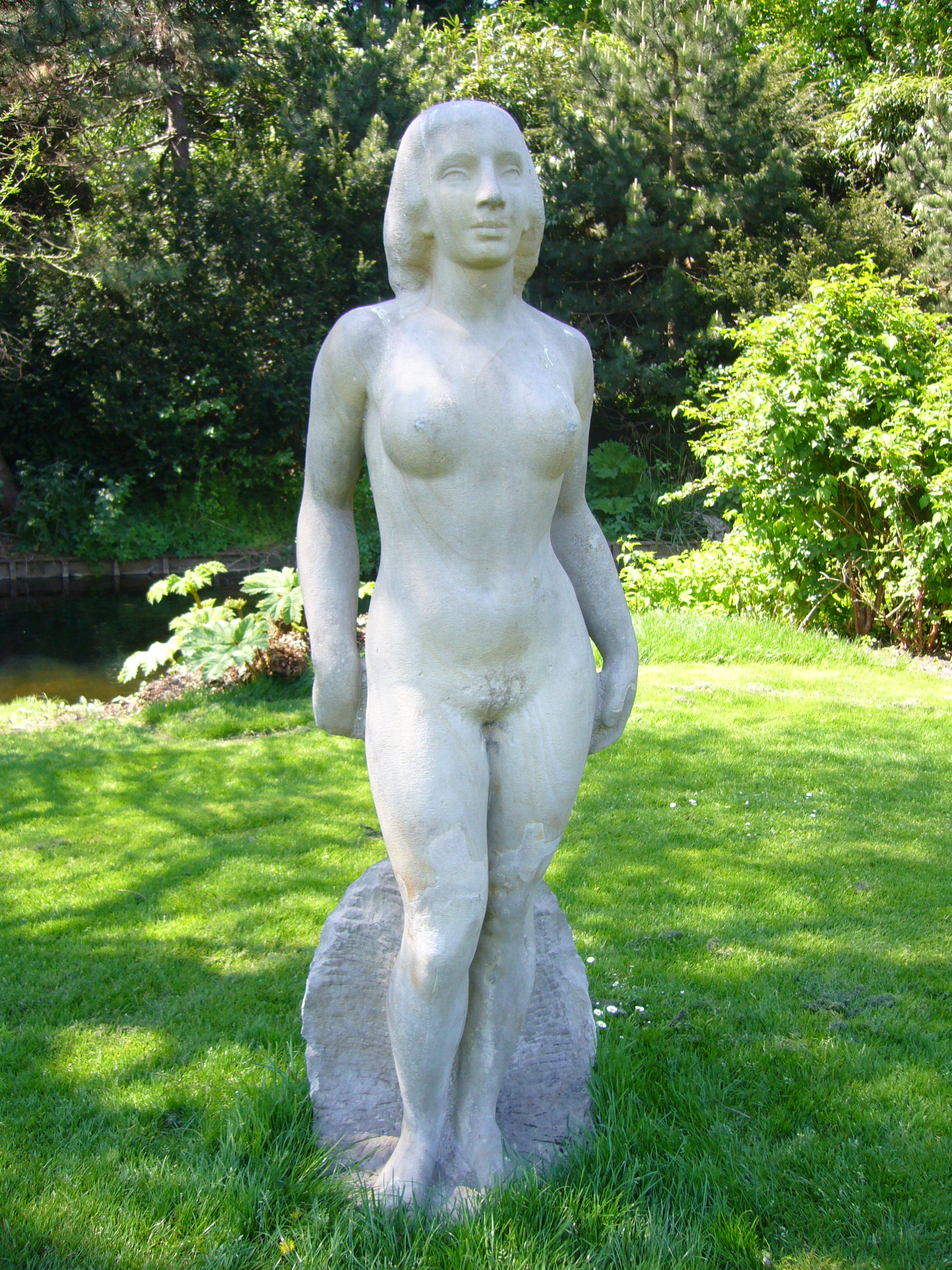
Vrouw (1950), Westbroekpark in Den Haag
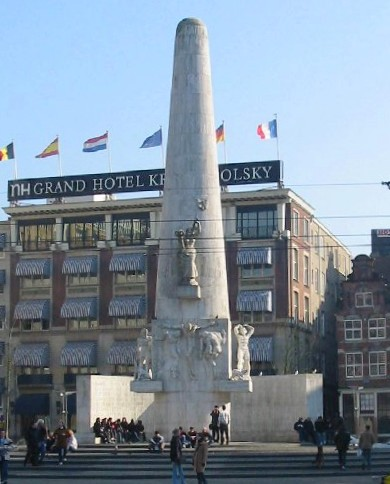
Nationaal Monument (1956), de Dam, Amsterdam
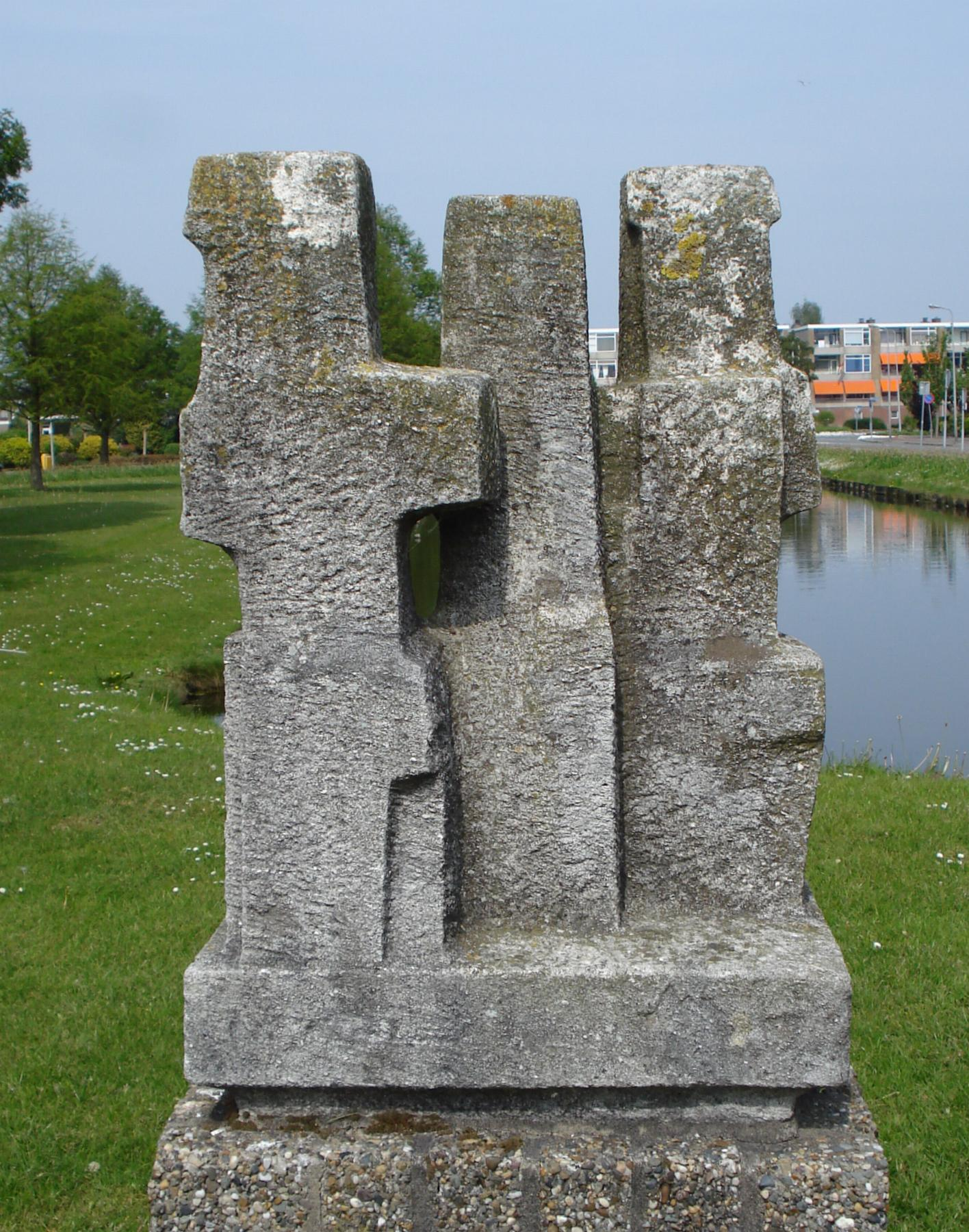
Drie koningen, Zwijndrecht
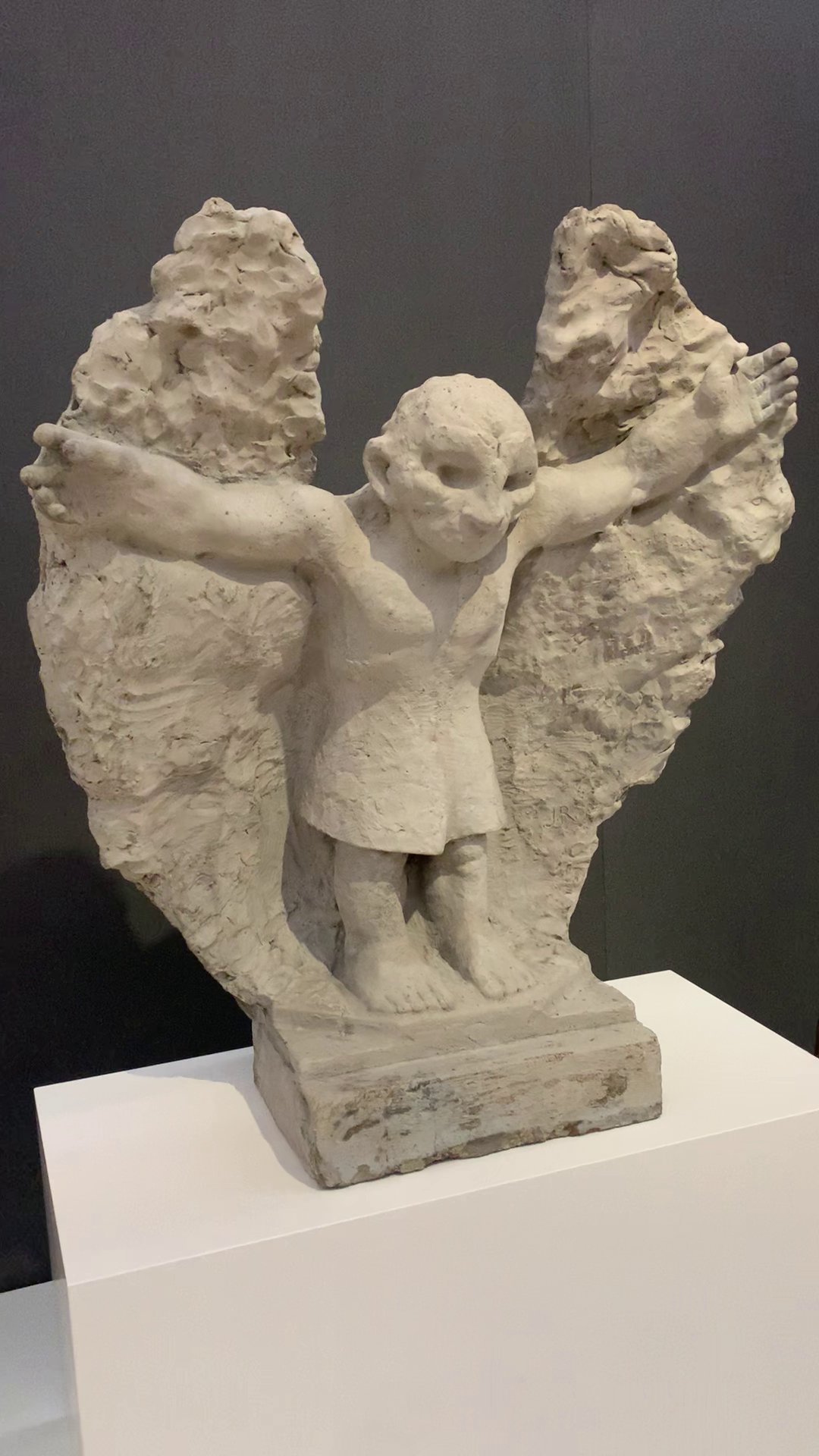
Mannetje met vleugels (1922) Stedelijk Museum Amsterdam, vaste collectie

## Stamboom
|                                       |                                       |                                       |                                       |                                       |                                       |  |  |                                  |                                  |                                  |                                  |                                  |                                  |                                 |                                 |                                           |                                     |                                     |                                     |                                     |                                     | Wilhelm Rädecker 1851-1936 beeldhouwer |                                     |                                     |                                     |                                     |                                     |                                    |                                    |  |  |                                           |                                           |                                           |                                           |                                           |                                           |                           |                           |  |  |  |  |                                      |                                      |                                      |                                      |                                      |                                      |  |  |  |  |  |  |  |  |  |  |  |  |  |  |  |  |
|                                       |                                       |                                       |                                       |                                       |                                       |  |  |                                  |                                  |                                  |                                  |                                  |                                  |                                 |                                 |                                           |                                     |                                     |                                     |                                     |                                     |                                        |                                     |                                     |                                     |                                     |                                     |                                    |                                    |  |  |                                           |                                           |                                           |                                           |                                           |                                           |                           |                           |  |  |  |  |                                      |                                      |                                      |                                      |                                      |                                      |  |  |  |  |  |  |  |  |  |  |  |  |  |  |  |  |
|                                       |                                       |                                       |                                       |                                       |                                       |  |  |                                  |                                  |                                  |                                  |                                  |                                  |                                 |                                 |                                           |                                     |                                     |                                     |                                     |                                     |                                        |                                     |                                     |                                     |                                     |                                     |                                    |                                    |  |  |                                           |                                           |                                           |                                           |                                           |                                           |                           |                           |  |  |  |  |                                      |                                      |                                      |                                      |                                      |                                      |  |  |  |  |  |  |  |  |  |  |  |  |  |  |  |  |
| Willem Rädecker 1883-1971 beeldhouwer | Willem Rädecker 1883-1971 beeldhouwer | Willem Rädecker 1883-1971 beeldhouwer | Willem Rädecker 1883-1971 beeldhouwer | Willem Rädecker 1883-1971 beeldhouwer | Willem Rädecker 1883-1971 beeldhouwer |  |  |                                  |                                  | Anni de Roos 1890-1974 tekenaar  | Anni de Roos 1890-1974 tekenaar  | Anni de Roos 1890-1974 tekenaar  | Anni de Roos 1890-1974 tekenaar  | Anni de Roos 1890-1974 tekenaar | Anni de Roos 1890-1974 tekenaar |                                           |                                     |                                     |                                     |                                     |                                     | John Rädecker 1885-1965 beeldhouwer    | John Rädecker 1885-1965 beeldhouwer | John Rädecker 1885-1965 beeldhouwer | John Rädecker 1885-1965 beeldhouwer | John Rädecker 1885-1965 beeldhouwer | John Rädecker 1885-1965 beeldhouwer |                                    |                                    |  |  |                                           |                                           | Anni ten Herkel 1889-1983                 | Anni ten Herkel 1889-1983                 | Anni ten Herkel 1889-1983                 | Anni ten Herkel 1889-1983                 | Anni ten Herkel 1889-1983 | Anni ten Herkel 1889-1983 |  |  |  |  | Anton Rädecker 1887-1960 beeldhouwer | Anton Rädecker 1887-1960 beeldhouwer | Anton Rädecker 1887-1960 beeldhouwer | Anton Rädecker 1887-1960 beeldhouwer | Anton Rädecker 1887-1960 beeldhouwer | Anton Rädecker 1887-1960 beeldhouwer |  |  |  |  |  |  |  |  |  |  |  |  |  |  |  |  |
| Willem Rädecker 1883-1971 beeldhouwer | Willem Rädecker 1883-1971 beeldhouwer | Willem Rädecker 1883-1971 beeldhouwer | Willem Rädecker 1883-1971 beeldhouwer | Willem Rädecker 1883-1971 beeldhouwer | Willem Rädecker 1883-1971 beeldhouwer |  |  |                                  |                                  | Anni de Roos 1890-1974 tekenaar  | Anni de Roos 1890-1974 tekenaar  | Anni de Roos 1890-1974 tekenaar  | Anni de Roos 1890-1974 tekenaar  | Anni de Roos 1890-1974 tekenaar | Anni de Roos 1890-1974 tekenaar |                                           |                                     |                                     |                                     |                                     |                                     | John Rädecker 1885-1965 beeldhouwer    | John Rädecker 1885-1965 beeldhouwer | John Rädecker 1885-1965 beeldhouwer | John Rädecker 1885-1965 beeldhouwer | John Rädecker 1885-1965 beeldhouwer | John Rädecker 1885-1965 beeldhouwer |                                    |                                    |  |  |                                           |                                           | Anni ten Herkel 1889-1983                 | Anni ten Herkel 1889-1983                 | Anni ten Herkel 1889-1983                 | Anni ten Herkel 1889-1983                 | Anni ten Herkel 1889-1983 | Anni ten Herkel 1889-1983 |  |  |  |  | Anton Rädecker 1887-1960 beeldhouwer | Anton Rädecker 1887-1960 beeldhouwer | Anton Rädecker 1887-1960 beeldhouwer | Anton Rädecker 1887-1960 beeldhouwer | Anton Rädecker 1887-1960 beeldhouwer | Anton Rädecker 1887-1960 beeldhouwer |  |  |  |  |  |  |  |  |  |  |  |  |  |  |  |  |
|                                       |                                       |                                       |                                       |                                       |                                       |  |  |                                  |                                  |                                  |                                  |                                  |                                  |                                 |                                 |                                           |                                     |                                     |                                     |                                     |                                     |                                        |                                     |                                     |                                     |                                     |                                     |                                    |                                    |  |  |                                           |                                           |                                           |                                           |                                           |                                           |                           |                           |  |  |  |  |                                      |                                      |                                      |                                      |                                      |                                      |  |  |  |  |  |  |  |  |  |  |  |  |  |  |  |  |
|                                       |                                       |                                       |                                       |                                       |                                       |  |  |                                  |                                  |                                  |                                  |                                  |                                  |                                 |                                 |                                           |                                     |                                     |                                     |                                     |                                     |                                        |                                     |                                     |                                     |                                     |                                     |                                    |                                    |  |  |                                           |                                           |                                           |                                           |                                           |                                           |                           |                           |  |  |  |  |                                      |                                      |                                      |                                      |                                      |                                      |  |  |  |  |  |  |  |  |  |  |  |  |  |  |  |  |
| Max Raedecker 1914-1987 schilder      | Max Raedecker 1914-1987 schilder      | Max Raedecker 1914-1987 schilder      | Max Raedecker 1914-1987 schilder      | Max Raedecker 1914-1987 schilder      | Max Raedecker 1914-1987 schilder      |  |  | Jan Raedecker 1920-2016 schilder | Jan Raedecker 1920-2016 schilder | Jan Raedecker 1920-2016 schilder | Jan Raedecker 1920-2016 schilder | Jan Raedecker 1920-2016 schilder | Jan Raedecker 1920-2016 schilder |                                 |                                 | John Rädecker 1913-1976 beeldhouwer       | John Rädecker 1913-1976 beeldhouwer | John Rädecker 1913-1976 beeldhouwer | John Rädecker 1913-1976 beeldhouwer | John Rädecker 1913-1976 beeldhouwer | John Rädecker 1913-1976 beeldhouwer |                                        |                                     | Han Rädecker 1921-1976 beeldhouwer  | Han Rädecker 1921-1976 beeldhouwer  | Han Rädecker 1921-1976 beeldhouwer  | Han Rädecker 1921-1976 beeldhouwer  | Han Rädecker 1921-1976 beeldhouwer | Han Rädecker 1921-1976 beeldhouwer |  |  | Jan Willem Rädecker 1924-2009 beeldhouwer | Jan Willem Rädecker 1924-2009 beeldhouwer | Jan Willem Rädecker 1924-2009 beeldhouwer | Jan Willem Rädecker 1924-2009 beeldhouwer | Jan Willem Rädecker 1924-2009 beeldhouwer | Jan Willem Rädecker 1924-2009 beeldhouwer |                           |                           |  |  |  |  |                                      |                                      |                                      |                                      |                                      |                                      |  |  |  |  |  |  |  |  |  |  |  |  |  |  |  |  |
| Max Raedecker 1914-1987 schilder      | Max Raedecker 1914-1987 schilder      | Max Raedecker 1914-1987 schilder      | Max Raedecker 1914-1987 schilder      | Max Raedecker 1914-1987 schilder      | Max Raedecker 1914-1987 schilder      |  |  | Jan Raedecker 1920-2016 schilder | Jan Raedecker 1920-2016 schilder | Jan Raedecker 1920-2016 schilder | Jan Raedecker 1920-2016 schilder | Jan Raedecker 1920-2016 schilder | Jan Raedecker 1920-2016 schilder |                                 |                                 | John Rädecker 1913-1976 beeldhouwer       | John Rädecker 1913-1976 beeldhouwer | John Rädecker 1913-1976 beeldhouwer | John Rädecker 1913-1976 beeldhouwer | John Rädecker 1913-1976 beeldhouwer | John Rädecker 1913-1976 beeldhouwer |                                        |                                     | Han Rädecker 1921-1976 beeldhouwer  | Han Rädecker 1921-1976 beeldhouwer  | Han Rädecker 1921-1976 beeldhouwer  | Han Rädecker 1921-1976 beeldhouwer  | Han Rädecker 1921-1976 beeldhouwer | Han Rädecker 1921-1976 beeldhouwer |  |  | Jan Willem Rädecker 1924-2009 beeldhouwer | Jan Willem Rädecker 1924-2009 beeldhouwer | Jan Willem Rädecker 1924-2009 beeldhouwer | Jan Willem Rädecker 1924-2009 beeldhouwer | Jan Willem Rädecker 1924-2009 beeldhouwer | Jan Willem Rädecker 1924-2009 beeldhouwer |                           |                           |  |  |  |  |                                      |                                      |                                      |                                      |                                      |                                      |  |  |  |  |  |  |  |  |  |  |  |  |  |  |  |  |
|                                       |                                       |                                       |                                       |                                       |                                       |  |  |                                  |                                  |                                  |                                  |                                  |                                  |                                 |                                 | John Rädecker                             |                                     |                                     |                                     |                                     |                                     |                                        |                                     |                                     |                                     |                                     |                                     |                                    |                                    |  |  |                                           |                                           |                                           |                                           |                                           |                                           |                           |                           |  |  |  |  |                                      |                                      |                                      |                                      |                                      |                                      |  |  |  |  |  |  |  |  |  |  |  |  |  |  |  |  |
|                                       |                                       |                                       |                                       |                                       |                                       |  |  |                                  |                                  |                                  |                                  |                                  |                                  |                                 |                                 |                                           |                                     |                                     |                                     |                                     |                                     |                                        |                                     |                                     |                                     |                                     |                                     |                                    |                                    |  |  |                                           |                                           |                                           |                                           |                                           |                                           |                           |                           |  |  |  |  |                                      |                                      |                                      |                                      |                                      |                                      |  |  |  |  |  |  |  |  |  |  |  |  |  |  |  |  |
|                                       |                                       |                                       |                                       |                                       |                                       |  |  |                                  |                                  |                                  |                                  |                                  |                                  |                                 |                                 | Michael Raedecker 1963 schilder, tekenaar |                                     |                                     |                                     |                                     |                                     |                                        |                                     |                                     |                                     |                                     |                                     |                                    |                                    |  |  |                                           |                                           |                                           |                                           |                                           |                                           |                           |                           |  |  |  |  |                                      |                                      |                                      |                                      |                                      |                                      |  |  |  |  |  |  |  |  |  |  |  |  |  |  |  |  |